# François-Xavier Mercier

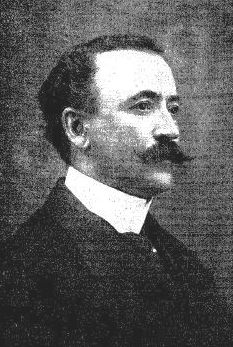
François-Xavier Mercier

François-Xavier Mercier (eigentl.: François-Xavier Merçay; * 13. August 1867 in Québec; † 22. Dezember 1932 ebenda) war ein kanadischer Sänger, Musikpädagoge und Komponist.

## Leben
Mercier sang seit früher Kindheit in der Church of the Congregation of Notre-Dame. Ein Soloauftritt an der Académie commerciale brachte ihm einen kostenlosen Studienplatz an dieser Institution, und 1891 wurde er Lehrer für Buchhaltung am Collège Mont-St-Louis in Montreal. Nach einer ersten Ausbildung in Toronto bei Adèle Lemaître trat er in Boston am Castle Square Theatre auf, eröffnete in Toronto ein Opernstudio und studierte er von 1894 bis 1899 in Paris Solfège bei Jacques Bouhy und Bühnentechnik bei T. Valdejo. 1899 debütierte er an der Opèrea-Comique in Paris als Judas in Etienne Nicolas Méhuls Oper Joseph.
1900 verließ er die Opéra-Comique. Er gastierte in Bordeaux, Rouen und am Royal Opera House an der Seite von Sängern wie Emma Calvé, Marcel Journet, Nellie Melba, Pol Plançon, Antonio Scotti und Francesco Tamagno auf. Wegen des Todes seiner Mutter kehrte er 1905 nach Kanada zurück. Er trat dort in Toronto und Quebec auf, bevor er Ende 1907 erneut nach Paris ging. In der Saison 1908/09 hatte er Auftritte an den Opernhäusern von Constantine, Algier und Oran.
Nach einer Reihe von Opern- und Oratorienkonzerten an der Queens Hall in London unter der Leitung von Henry Wood und weiteren Tourneen durch Frankreich und Algerien kehrte er 1913 mit seiner Frau, der Sängerin Isabelle de Besson, nach Kanada zurück. Dort gründete er 1914 das Institut d’art vocal. 1931 wurde er zum Ehrenpräsidenten der Association des chanteurs de Québec ernannt. Er veröffentlichte eine Reihe von Artikeln unter dem Titel Classement et pose de la voix für die Zeitschrift La Musique (1919) und das Lehrbuch Technique de musique vocale (1928) und verfasste 1923 seine Erinnerungen Souvenirs de ma carrière artistique. Als Komponist trat er mit einer Reihe von Liedern wie Ce que je chante und France et Canada hervor.